# 6 août en sport
6 juillet 6 septembre
Chronologies thématiques
- Croisades
- Ferroviaires
- Disney

Le 6 août (218e jour de l'année ou 219e en cas d'année bissextile) en sport.

## Événements

### XIXesiècle
- 1866 :
  - (Boxe) : les boxeurs Anglais Jem Mace et Joe Goss s'affrontent : dans le 21e round, Jem Mace l'emporte et devient Champion d'Angleterre[1].

### XXesièclede1901à1950
- 1922 :
  - (Football) : Hambourg SV et 1.FC Nuremberg font match nul 1-1 en finale nationale rejouée du championnat d'Allemagne. La fédération allemande déclare le HSV champion, mais le club refuse. Pas de champion d'Allemagne cette année.
- 1926 :
  - (Natation) : première traversée féminine de la Manche à la nage par Gertrude Ederle.
- 1927 :
  - (Sport automobile) : Grand Prix automobile de Pescara.
- 1933 :
  - (Sport automobile) : Grand Prix automobile de Suède.

### XXesièclede1951à2000
- 1958
  - (Athlétisme) : Herbert Elliott porte le record du monde du mile à 3 min 54,5 s et Glenn Davis porte celui du 400 m haies en 49,2 s.
- 1961 :
  - (Formule 1) : Grand Prix automobile d'Allemagne.
- 1967 :
  - (Formule 1) : Grand Prix automobile d'Allemagne.
  - (Jeux panaméricains) : à Winnipeg, clôture de la cinquième édition des Jeux panaméricains.
- 1978 :
  - (Athlétisme) : Karl-Hans Riehm bat le record du monde du lancer du marteau avec un jet de 80,32 mètres.
- 1983 :
  - (Natation) : à Clovis (Californie), Rick Carey porte, le même jour, le record du monde du 100 m dos à 55,44 s, puis à 55,38 s.
- 1985 :
  - (Natation) : Matt Biondi porte le record du monde du 100 mètres à 49,24 s.
- 1992 :
  - (Athlétisme) : Kevin Young porte le record du monde du 400 mètres haies à 46,78 s.

### XXIesiècle
- 2002 :
  - (Natation) : Franziska van Almsick porte le record du monde du 200 mètres nage libre féminin à 1 min 56,64 s.
- 2005 :
  - (Athlétisme) : ouverture des Championnats du monde d'athlétisme 2005 à Helsinki (Finlande).
  - (Rugby à XIII) : finale du Championnat de France. L'Union Treiziste Catalane bat Toulouse par 66 à 16 et réussit ainsi le doublé Coupe-Championnat.
- 2006 :
  - (Formule 1) : Grand Prix automobile de Hongrie.
  - (Natation) : la Française Laure Manaudou porte le record du monde du 400 mètres nage libre féminin à 4 min 02,13 s lors des championnats d'Europe à Budapest, (Hongrie).
- 2015 :
  - (Natation /Championnats du monde) : en natation sportive, sur l'épreuve du 200 m quatre nages messieurs, victoire de l'Américain Ryan Lochte, sur le 100 m nage libre messieurs, victoire du Chinois Ning Zetao, sur le 200 m papillon dames, victoire de la Japonaise Natsumi Hoshi, sur le 50 m dos dames, victoire de la Chinoise Fu Yuanhui puis sur le relais 4 × 200 m nage libre dames, victoire des Américaines Missy Franklin, Leah Smith, Katie McLaughlin et Katie Ledecky.
- 2016 :
  - (Jeux olympiques de Rio 2016) : 4e jour de compétition aux Jeux de Rio.
  - (Rugby à XV /Super Rugby) : les Hurricanes remportent la saison 2016 de Super Rugby.
- 2017 :
  - (Athlétisme /Championnats du monde) : sur la 3e journée des Championnats du monde d'athlétisme, chez les hommes, victoire sur le marathon du Kényan Geoffrey Kirui et sur le lancer de poids, victoire du Néo-Zélandais Tomas Walsh; chez les femmes, sur le 100 m victoire de l'Américaine Tori Bowie, sur le marathon, victoire de la Bahreïnienne Rose Chelimo, sur la perche, victoire de la Grecque Ekateríni Stefanídi et sur l'heptathlon, victoire de la Belge Nafissatou Thiam.
  - (Football /Euro féminin) : à Enschede, les Pays-Bas remportent l'Euro féminin en battant le Danemark (4-2) lors d'une finale spectaculaire.
- 2021 :
  - (Football /Ligue 1) : début de la 84e édition du Championnat de France qui s’achèvera le 21 mai 2022 avec les équipes promues de deuxième division qui sont l'ESTAC Troyes et le Clermont Foot 63 (qui fait sa première apparition dans l'élite). Les deux relégués de la saison 2020-2021 sont le Nîmes Olympique et le Dijon FCO.
  - (JO /JO de Tokyo) : 17e journée des JO.
- 2023 :
  - (Cyclisme /Mondiaux) : à Glasgow, en Écosse, au Royaume-Uni, le Néerlandais Mathieu van der Poel devient champion du monde de la course en ligne.
- 2024 :
  - (Jeux olympiques d'été /JO de Paris) : 13e jour de compétitions des Jeux olympiques.

## Naissances

### XIXesiècle
- 1848 :
  - Leonard Sidgwick Howell, footballeur anglais. (1 sélection en équipe nationale). († 7 septembre 1895).
- 1865 :
  - Daniel Rambaut, joueur de rugby à XV irlandais. (4 sélections en équipe nationale). († 30 novembre 1937).
- 1866 :
  - Allen Lard, golfeur américain. Médaillé de bronze par équipes aux Jeux de Saint-Louis 1904. († 22 janvier 1946).
- 1879 :
  - Alfred Beamish, joueur de tennis britannique. Médaillé de bronze du double indoor aux Jeux de Stockholm 1912. Vainqueur de la Coupe Davis 1912. († 28 février 1944).
- 1884 :
  - Joe Birmingham, joueur de baseball américain. († 24 avril 1946).
- 1887 :
  - Dudley Benjafield, pilote de courses automobile britannique. Vainqueur des 24 Heures du Mans 1927. († 20 janvier 1957).

### XXesièclede1901à1950
- 1904 :
  - Henry Iba, basketteur puis entraîneur américain. Sélectionneur de l'équipe des États-Unis de 1964 à 1972. Champion olympique aux Jeux de Tokyo 1964 et aux Jeux de Mexico 1968 puis médaillé d'argent aux Jeux de Munich 1972. († 15 janvier 1993).
- 1908 :
  - Helen Jacobs, joueuse de tennis américaine. Victorieuse des US Open 1932, 1933, 1934 et 1935, puis du Tournoi de Wimbledon 1936. († 2 juin 1997).
- 1909 :
  - Michal Sawicki, archer polonais. Champion du monde de tir à l'arc du combiné individuel et de l'épreuve à 40 m individuel 1931 puis champion du monde de tir à l'arc du combiné par équipes et le l'épreuve individuelle à 50 m 1932. († 25 mai 1986).
- 1911 :
  - Annibale Frossi, footballeur italien. Champion olympique aux Jeux de Berlin 1936. (5 sélections en équipe nationale). († 26 février 1999).
- 1919 :
  - Pauline Betz, joueuse de tennis américaine. Victorieuse des US Open 1942, 1943, 1944 et 1946 puis du Tournoi de Wimbledon 1946. († 31 mai 2011).
- 1924 :
  - Vic Roberts, joueur de rugby à XV anglais. (16 sélections en équipe nationale). († 17 mars 2004).
  - Philippe Washer, 91 ans, joueur de tennis belge. († 27 novembre 2015).
- 1925 :
  - Matías González, footballeur uruguayen. Champion du monde de football 1950. (30 sélections en équipe nationale). († 12 mai 1984).
- 1926 :
  - Clem Labine, joueur de baseball américain. († 2 mars 2007).
- 1927 :
  - Janice-Lee Romary, fleurettiste américaine. († 3 juin 2007).
- 1928 :
  - Phil Davies joueur de rugby à XV anglais. Vainqueur du Grand Chelem 1957 et des Tournois des Cinq Nations 1953, 1954 et 1958. (11 sélections en équipe nationale). († 25 janvier 2018).
- 1930 :
  - Rubén Morán, footballeur uruguayen. Champion du monde de football 1954. (4 sélections en équipe nationale). († 3 janvier 1978).
- 1933 :
  - Ulrich Biesinger, footballeur allemand. Champion du monde de football 1950. (7 sélections en équipe nationale). († 18 juin 2011).
- 1940 :
  - Motoharu Kurosawa, pilote de courses automobile japonais.
- 1941 :
  - Robert Dumontois, rameur français. Médaillé d'argent du quatre barré aux Jeux de Rome 1960. Médaillé de bronze du huit barré aux Mondiaux d'aviron 1962. Médaillé de bronze du huit barré aux CE d'aviron 1961.
  - Joseph Gonzales, boxeur français. Médaillé d'argent des -71 kg aux Jeux olympiques de Tokyo 1964.
- 1945 :
  - Yoshinori Sakai, athlète de sprint japonais. († 10 septembre 2014).
- 1949 :
  - Jonas Eduardo Américo, footballeur brésilien. Champion du monde de football 1970. (45 sélections en équipe nationale).

### XXesièclede1951à2000
- 1952 :
  - Stanislav Seman, footballeur tchécoslovaque puis slovaque. Champion olympique aux Jeux de Moscou 1980. (15 sélections avec l'équipe de Tchécoslovaquie).
- 1958 :
  - Philippe Jeannol, footballeur puis consultant TV français. Champion olympique aux Jeux de Los Angeles 1984. (1 sélection équipe de France).
  - Fabio Mancini, pilote de courses automobile italien.
- 1960 :
  - Dale Ellis, basketteur américain.
  - Philippe Omnès, fleurettiste puis dirigeant sportif français. Médaillé de bronze par équipes aux Jeux de Los Angeles 1984 puis champion olympique en individuel aux Jeux de Barcelone 1992. Champion du monde d'escrime au fleuret en individuel 1990.
- 1962 :
  - Kirsty Wade, athlète de demi-fond britannique.
- 1965 :
  - Luc Alphand, skieur alpin, consultant TV puis pilote de rallye-raid et d'endurance ainsi que navigateur français. Médaillé de bronze de la descente aux Championnats du monde de ski alpin 1996. Vainqueur du Rallye Dakar 2006.
  - Stéphane Peterhansel, pilote de moto et rallye-raid, puis pilote automobile et de rallye-raid français. Vainqueur des Rallye Dakar 1991, 1992, 1993, 1995, 1997 et 1998 en moto puis des Rallye Dakar 2004, 2005, 2007, 2012 et 2013 en auto.
  - David Robinson, basketteur américain. médaillé de bronze aux Jeux de Séoul 1988 puis champion olympique aux Jeux de Barcelone 1992 et aux Jeux d'Atlanta 1996. Champion du monde d basket-ball 1986. (47 sélections en équipe nationale).
- 1967 :
  - Marcel Wüst, cycliste sur route allemand.
- 1970 :
  - Erwin Thijs, cycliste sur route belge.
- 1972 :
  - Ray Lucas, joueur de foot U.S. américain.
- 1973 :
  - Christophe Legoût, pongiste français. Médaillé d'argent par équipes aux CM de tennis de table 1997. Champion d'Europe de tennis de table par équipes 1994 et médaillé d'argent par équipes aux CE de tennis de table 1996.
  - Stuart O'Grady, cycliste sur piste et sur route australien. Médaillé d'argent de la poursuite par équipes aux Jeux de Barcelone 1992, médaillé de bronze de la poursuite par équipes et de la course aux points aux Jeux d'Atlanta 1996 puis champion olympique de l'américaine aux Jeux d'Athènes 2004. Champion du monde de la poursuite par équipes 1993 et 1995. Vainqueur de Paris-Roubaix 2007.
- 1974 :
  - Bobby Petta, footballeur néerlandais.
  - Luis Vizcaíno, joueur de baseball dominicain.
  - Adrian Voinea, joueur de tennis roumain.
  - Alvin Williams, basketteur américain.
- 1975 :
  - Renate Götschl, skieuse alpine autrichienne. Médaillé d'argent en combiné et de bronze de la descente aux Jeux de Salt Lake City de 2002. Championne du monde de ski alpin du combiné 1997, championne du monde de ski alpin de la descente 1999 et championne du monde de ski alpin par équipes 2007.
- 1976 :
  - André Florschütz, lugeur allemand. Médaillé d'argent en double aux Jeux olympiques de Turin 2006.
- 1980 :
  - Gabriele Bosisio, cycliste sur route italien.
  - Ovidiu Tonița, joueur de rugby à XV roumain. (65 sélections en équipe nationale).
- 1981 :
  - Lucie Décosse, judokate puis consultante TV française. Médaillée d'argent des -63 kg aux Jeux de Pékin 2008 et championne olympique des -70 kg aux Jeux de Londres 2012. Championne du monde de judo des -63 kg 2005, championne du monde de judo des -70 kg 2010 et championne du monde de judo des -70 kg et par équipes 2011. Championne d'Europe de judo des -63 kg 2002, 2007, 2008 et championne d'Europe de judo des -70 kg 2009.
  - Kader Keita, footballeur ivoirien. Vainqueur de la Coupe d'Afrique des vainqueurs de coupe 1999 puis de la Ligue des champions de l'AFC 2011. (72 sélections en équipe nationale).
  - Vitantonio Liuzzi, pilote de F1 et de FE italien.
- 1983 :
  - Robin van Persie, footballeur néerlandais. Vainqueur de la Coupe de l'UEFA 2002. (102 sélections en équipe nationale).
- 1984 :
  - Vedad Ibišević, footballeur américano-bosniaque. (83 sélections avec l'équipe de Bosnie-Herzégovine).
  - Maja Ognjenović, volleyeuse serbe. Médaillé d'argent aux Jeux de Rio 2016 et de bronze aux Jeux de Tokyo 2020. Championne du monde féminine de volley-ball 2018. Championne d'Europe féminine de volley-ball 2011 et 2019. Victorieuse de la Challenge Cup féminine 2009. (226 sélections en équipe nationale).
  - Fabien Rosier, pilote de course automobile français.
- 1985 :
  - Mickaël Delage, cycliste sur route français.
  - Bafétimbi Gomis, footballeur français. (12 sélections en équipe de France).
  - Sione Piukala, joueur de rugby à XV tongien. (17 sélections en équipe nationale).
- 1986 :
  - Jérôme Coppel, cycliste sur route français.
  - Shannon Szabados, hockeyeuse sur glace canadienne. Championne olympique aux Jeux de Vancouver 2010 et aux Jeux de Sotchi 2014 puis médaillée d'argent aux Jeux de Pyeongchang 2018. Championne du monde de hockey sur glace féminin 2012.
- 1987 :
  - Sarah Gregorius, footballeuse néo-zélandaise. (86 sélections en équipe nationale).
  - Rémy Riou, footballeur français.
  - Kirill Skachkov, pongiste russe.
- 1988 :
  - Bethwell Birgen, athlète de demi-fond kényan.
- 1989 :
  - Aymen Abdennour, footballeur tunisien. (58 sélections en équipe nationale).
  - Tongo Doumbia, footballeur franco-malien. (21 sélections avec l'équipe du Mali).
  - Kévin Fortuné, footballeur français.
  - Justin Tipuric, joueur de rugby à XV gallois. Vainqueur du Grand chelem 2012, du Tournoi 2013, Grand chelem 2019 puis du Tournoi des Six Nations 2021. (93 sélections en équipe nationale).
- 1990 :
  - Daniel Orton,  basketteur américain.
  - Douglas Pereira dos Santos, footballeur brésilien.
  - Ró-Ró, footballeur luso-qatari. (86 sélections avec l'équipe du Qatar).
- 1991 :
  - Jiao Liuyang, nageuse chinoise. Médaillée d'argent du 200 m papillon aux Jeux de Pékin 2008 puis championne olympique du 200 m papillon aux Jeux de Londres 2012. Championne du monde de natation du relais 4 × 100 m 4 nages 2009 puis championne du monde de natation du 200 m papillon 2011.
  - Mathias Wichmann, footballeur danois.
- 1992 :
  - Mehdi Abeid, footballeur franco-algérien. Champion d'Afrique de football 2019. (19 sélections avec l'équipe d'Algérie).
  - Alizée Baron, skieuse acrobatique française. Médaillée de bronze de ski-cross aux Mondiaux de ski acrobatique 2019.
  - Han Cong, patineur artistique de couple chinois. Médaillé d'argent aux Jeux de Pyeongchang 2018. Champion du monde de patinage artistique 2017.
  - Lauriane Lissar, joueuse de rugby à XV et à sept française.
  - Christian Sørensen, footballeur danois.
- 1993 :
  - Alexander Hendrickx, hockeyeur sur gazon belge. Médaillé d'argent aux Jeux de Rio 2016 puis championne olympique aux Jeux de Tokyo 2020. Champion du monde de hockey sur gazon 2018. Champion d'Europe masculin de hockey sur gazon 2019. (139 sélections en équipe nationale).
- 1995 :
  - Rebecca Peterson, joueuse de tennis suédoise.
  - Aleksandar Vezenkov, basketteur bulgare. (14 sélections en équipe nationale).
- 1996 :
  - Simone Giannelli, volleyeur italien. Médaillé d'argent aux Jeux de Rio 2016. Champion du monde 2022. (18 sélections en équipe nationale).
- 1997 :
  - Rinka Duijndam, handballeuse néerlandaise. Championnat du monde féminin de handball 2019. (48 sélections en équipe nationale).
  - Marcus Thuram, footballeur français. Champion d'Europe de football des moins de 19 ans 2016. (24 sélections en équipe de France).
- 1998 :
  - Chantelle Swaby, footballeuse américano-jamaïcaine. (36 sélections avec l'équipe de Jamaïque).
- 1999 :
  - Borja Garcés, footballeur espagnol.
  - Rebeka Masarova, joueuse de tennis suisse puis espagnole.

### XXIesiècle
- 2003 :
  - Carlos Álvarez, footballeur espagnol.

## Décès

### XXesièclede1901à1950
- 1922 :
  - Thomas Jenkins-Price, 62 ans, joueur de rugby à XV gallois. (2 sélections en équipe nationale). (° 1er février 1864).
- 1929 :
  - Jean-Baptiste Mimiague, 58 ans, maître d'armes du fleuret français. Médaillé de bronze en individuel aux Jeux de Paris 1900. (° 3 février 1871).
- 1941 :
  - Henry Cursham, 81 ans, footballeur et joueur de cricket anglais. (° 27 novembre 1859).
- 1946 :
  - Blanche Bingley, 82 ans, joueuse de tennis britannique. Victorieuse des Tournois de Wimbledon 1886, 1889, 1894, 1897, 1899 et 1900. (° 3 novembre 1863).
  - Tony Lazzeri, 42 ans, joueur de baseball américain. (° 6 décembre 1903).

### XXesièclede1951à2000
- 1958 :
  - Maurice Germot, 75 ans, joueur de tennis français. Champion olympique du double aux Jeux de Stockholm 1912. Vainqueur des tournois de Roland Garros 1905, 1906 et 1910. (° 17 novembre 1882).
- 1963 :
  - Sophus Nielsen, 75 ans, footballeur danois. Médaillé d'argent aux Jeux de Londres 1908 et aux Jeux de Stockholm. (20 sélections en équipe nationale). (° 15 mars 1888).
- 1968 :
  - Giovanni Bracco, 60 ans, pilote de courses automobile italien. (° 6 juin 1908).
- 1970 :
  - Albin Kitzinger, 58 ans, footballeur allemand. (44 sélections en équipe nationale). (° 1er février 1912).
- 1984 :
  - Fernand Tavano, 51 ans, pilote de courses automobile français. (° 21 mai 1933).
- 1992 :
  - Leszek Błażyński, 43 ans, boxeur polonais. Médaillé de bronze des -51 kg aux Jeux de Munich 1972 puis aux Jeux de Montréal 1976. Champion d'Europe de boxe amateur des -51 kg 1977. (° 5 mars 1949).

### XXIesiècle
- 2011 :
  - Kuno Klötzer, 89 ans, entraîneur de football allemand. Vainqueur de la Coupe d'Europe des vainqueurs de coupe 1977. (° 19 avril 1922).
- 2016 :
  - Jose Becerra, 80 ans, boxeur mexicain. Champion du monde poids coqs de boxe de 1959 à 1960. (° 15 avril 1936).
  - Michael Walter, 57 ans, lugeur est-allemand puis allemand. Champion du monde de luge en solo 1985. (° 12 mars 1959).
- 2017 :
  - Betty Cuthbert, 79 ans, athlète de sprint australienne. Championne olympique du 100 m, du 200 m et du relais 4 × 100 m aux Jeux de Melbourne 1956 puis du 400 mètres aux Jeux de Tokyo 1964. (° 20 avril 1938).
  - Darren Daulton, 55 ans, joueur de baseball américain. (° 3 janvier 1962).
  - Daniel McKinnon, 95 ans, hockeyeur sur glace américain. Médaillé d'argent aux Jeux de Cortina d'Ampezzo 1956.(° 21 avril 1922).
- 2021 :
  - Christian Dumont, 56 ans, biathlète français. Médaillé d'argent du relais 4×7,5 km  et de bronze de la course par équipes aux Mondiaux 1990. (° 19 mars 1963).